# Mar de Ajó
Mar de Ajó is een plaats in het Argentijnse bestuurlijke gebied de la Costa in de provincie Buenos Aires. De plaats telt 13.769 inwoners.